# Live in Canada 2005: The Dark Secret
Live in Canada 2005: The Dark Secret je živé album od italské kapely Rhapsody of Fire, v době vydání působící pod názvem Rhapsody.

## Seznam skladeb
1. „The Dark Secret“ – 3:06
2. „Unholy Warcry“ – 5:31
3. „Wisdom of the Kings“ – 4:20
4. „The Village of Dwarves“ – 3:58
5. „Erian's Mystical Rhymes“ – 13:12
6. „Dawn of Victory“ – 6:17
7. „Lamento Eroico“ – 4:45
8. „Nightfall on the Grey Mountains“ – 4:40
9. „The March of the Swordmaster“ – 5:07
10. „Emerald Sword“ – 6:06
11. „Gran Finale“ – 3:02